# Jochen Staschewski

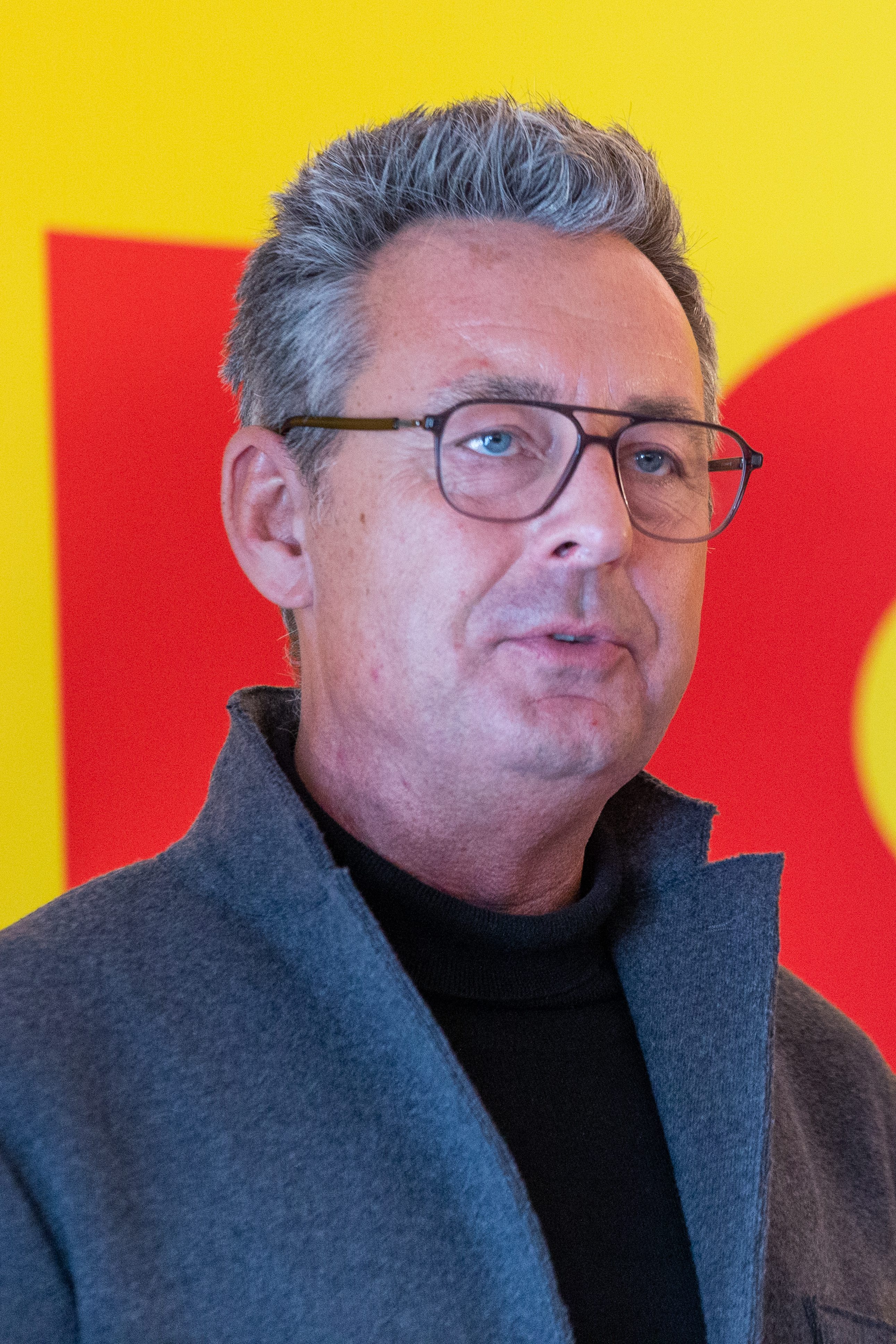
Jochen Staschewski (2018)

Jochen Staschewski (* 30. März 1968 in Neustadt an der Waldnaab) ist ein deutscher Politiker (SPD). Er war von 2009 bis 2014 Staatssekretär im Thüringer Ministerium für Wirtschaft, Technologie und Arbeit.

## Leben
Nach der Schule absolvierte er eine Erzieherausbildung und legte 1992 das Abitur im Bayernkolleg Schweinfurt ab.
Von 1992 studierte er in Regensburg und ab 1993 in Jena Deutsch, Sozialkunde und Geschichte auf Lehramt.
Von Januar 1998 bis September 1999 war Jochen Staschewski Mitarbeiter im Landesvorstand der SPD Thüringen. Ab 1999 arbeitete er im Willy-Brandt-Haus als Mitarbeiter im Planungsstab und Referent des damaligen Bundesgeschäftsführers der SPD Matthias Machnig. Dort leitete er 2002 den Bereich Ostdeutschland in der KAMPA02. Nach der Bundestagswahl 2002 wurde er Leiter des Ministerbüros des Bundesministers für Verkehr, Bau- und Wohnungswesen Manfred Stolpe. Aus dieser Tätigkeit wurde er im Dezember 2005 Leiter des Büros des Parteivorsitzenden Matthias Platzeck und Leiter des Dialogsekretariats für das Hamburger Programm der SPD.
Im September 2007 wurde Jochen Staschewski auf Initiative des SPD-Landesvorsitzenden Christoph Matschie Landesgeschäftsführer der SPD und verantwortlich für den Landtagswahlkampf 2009, nach dessen Abschluss die SPD als Koalitionspartner der CDU in die Landesregierung eintrat.
Am 4. November 2009 wurde Staschewski nach dem Amtsantritt der neuen Landesregierung unter Christine Lieberknecht zum Staatssekretär im Thüringer Ministerium für Wirtschaft, Technologie und Arbeit berufen. Hier trat er die Nachfolge von Christian Juckenack an. Nach dem Rücktritt von Wirtschaftsminister Matthias Machnig Ende November 2013 übernahm er bis zur Vereidigung des Nachfolgers Uwe Höhn kommissarisch dessen Amtsgeschäfte. Mit der Vereidigung des Kabinetts Ramelow I am 5. Dezember 2014 schied er aus dem Amt aus. Ab dem 1. Januar 2016 ist Staschewski als Geschäftsführer von Lotto Thüringen tätig. Er war von 2018 bis 2020 Beisitzer im Landesvorstand der SPD Thüringen.
Staschewski ist verheiratet.